# Abú Ghrajb
Abú Ghrajb (arabsky أبو غريب‎) je město v Iráku. Má necelých dvě stě tisíc obyvatel a leží západně od Bagdádu v jeho bezprostředním sousedství. Náleží tak do guvernorátu Bagdád.
Ve městě se nalézá stejnojmenná věznice Abú Ghrajb.